# باري بيرن
باري بيرن (بالإنجليزية: Barry Byrne)‏ هو مهندس معماري أمريكي، ولد في 19 ديسمبر 1883 في شيكاغو في الولايات المتحدة، وتوفي بنفس المكان في 18 ديسمبر 1967.

## وصلات خارجية
- باري بيرن على موقع الموسوعة البريطانية (الإنجليزية)